# 森川俊孝 (法学者)
森川 俊孝（もりかわ としたか、1945年11月 - ）は、日本の法学者。専門は国際法。横浜国立大学名誉教授、成城大学名誉教授、法務省難民審査参与員。安達峰一郎記念賞受賞。

## 人物・経歴
1969年一橋大学法学部卒業。1971年一橋大学大学院法学研究科修士課程修了。1974年一橋大学大学院法学研究科博士課程単位修得退学。指導教官皆川洸。
1974年一橋大学法学部助手。1976年山形大学人文学部専任講師。1978年同助教授。ロンドン大学高等法学研究所客員研究員を経て、1989年山形大学人文学部教授。1993年横浜国立大学大学院国際経済法学研究科教授。1999年横浜国立大学国際社会科学研究科教授。2009年横浜国立大学名誉教授。成城大学法学部教授を経て、同大名誉教授。
専門は国際法で、1985年論文「コンセッションに関する国際継承法の形成と発展：非植民地化と既得権の法理」により安達峰一郎記念賞受賞。2016年国際法学会名誉会員。法務省難民審査参与員等も務める。指導学生に石川義道など。2024年、瑞宝中綬章受章。

## 著書
- 『紛争の平和的解決と国際法』（共編）北樹出版 1981年
- 『投資条約の研究』横浜国立大学 2002年
- 『開発協力の法と政治』（池田龍彦, 小池治と共編著）国際協力出版会 2004年
- 『新国際法講義』（佐藤文夫と共編著）北樹出版 2011年、第2版2014年